# Иванов, Андрей Робертович
Андрей Робертович Иванов (род. 11 марта 1975, Москва) — российский государственный деятель. Глава Одинцовского городского округа Московской области с 14 сентября 2014 года.

## Биография
Родился 11 марта 1975 года в Москве.
В 1999 году окончил Московский Институт Электронной Техники по специальности «инженер программного обеспечения вычислительной техники и автоматизированных систем», в 2006 году — Российскую академию государственной службы при Президенте РФ по специальности «Государственное и муниципальное управление». .
С 1992 года работал в многопрофильном предприятии «ЭКОИНТЕХ».
С 1995 года — генеральный директор компании ЗАО «Морская корабельная линия Тринити».
С 1998 года — глава представительства корпорации «АРМ Экспорт-Импорт» в России.
С 2001 года — генеральный директор ООО «АРМ Трейдинг».
В апреле-июне 2004 года — исполняющий обязанности заместителя губернатора Брянской области и руководителя постоянного представительства администрации Брянской области при Правительстве РФ в Москве.
С июня 2004 года — заместитель губернатора Брянской области, руководитель постоянного представительства администрации Брянской области при Правительстве РФ в Москве.
С 2005 года — председатель Исполнительного комитета Общероссийского общественного движения «Гражданское общество».
С сентября 2007 года — президент компании ООО «ИГ Капиталъ».
Март 2009 года — ноябрь 2012 года — депутат Брянской областной Думы V созыва.
С января 2011 года — президент Брянского регионального общественного Фонда поддержки партии «Единая Россия».
С 2011 года — куратор проекта партии «Единая Россия» «Детские сады — детям» в Брянской области.
С 2011 года — заместитель руководителя избирательного штаба В. В. Путина в Брянской области по финансовым вопросам.
До 27 декабря 2013 года — помощник главы Одинцовского района Московской области по общим вопросам.
С 27 декабря 2013 года — исполняющий обязанности руководителя администрации Одинцовского района Московской области.
С 7 апреля по сентябрь 2014 года — руководитель администрации Одинцовского района Московской области.
С 14 сентября 2014 года по июнь 2019 года— глава Одинцовского района Московской области.
С июня 2019 года — глава Одинцовского городского округа Московской области.

## Награды
- 2004 — благодарность губернатора Брянской области «За добросовестный, бескорыстный труд на благо Брянщины и в связи с 60-летием образования области».
- 2011 — награждён Почётной грамотой губернатора Брянской области и медалью за большой вклад и реализацию социально-значимых проектов, направленных на решение проблем и повышение качества жизни жителей города Брянска и Брянской области.
- 2012 — награждён Почётным знаком губернатора Брянской области «За милосердие» III степени.
- 2014 — награждён Патриархом Московским и всея Руси Орденом Русской Православной Церкви преподобного Сергия Радонежского III степени.
- 2014 — награждён медалью МЧС России «За содружество во имя спасения».
- 2015 — награждён Благодарственным письмом Московской областной думы «За многолетний плодотворный труд, большой вклад в социально-экономическое развитие Московской области».
- 2016 — награждён медалью Министерства обороны РФ «Генерал армии Комаровский» за содействие в решении задач, возложенных на органы расквартирования и обустройства войск.
- 2017 — награждён медалью военной полиции Министерства обороны РФ «За заслуги в обеспечении законности и правопорядка».
- 2018 — награждён медалью Министерства обороны РФ «За усердие в обеспечении безопасности дорожного движения».
- 2018 — награждён медалью Московской областной Думы «За службу закону».
- 2018 — объявлена благодарность Управлением ФСБ России по городу Москве и Московской области «За создание условий, способствующих выполнению задач, возложенных на органы безопасности».
- 2018 — удостоен медали Русской Православной Церкви «Патриаршая благодарность».
- 2019 — награждён медалью Министерства обороны РФ «За укрепление боевого содружества».
- 2019 — объявлена благодарность Президента Российской Федерации «За достигнутые трудовые успехи, многолетнюю добросовестную работу и большой вклад в подготовку и проведение чемпионата мира по футболу ФИФА 2018 года».
- 2019 — награждён Благодарственным письмом Управления государственной инспекции безопасности дорожного движения Главного управления Министерства внутренних дел России по Московской области «За оказанное содействие в подготовке социальных проектов по безопасности дорожного движения в 2019 году».
- 2020 — объявлена благодарность губернатором Московской области «За активную работу по профилактике дорожно-транспортных происшествий на территории Московской области».
- 2020 — награждён знаком «За заслуги перед Московской областью» III степени.
- 2020 — награждён знаком Московской областной Думы «За верность Подмосковью».
- 2020 — награждён Почётной грамотой губернатора Московской области «За большой вклад в организацию и проведение общероссийского голосования по вопросу одобрения изменений в Конституцию Российской Федерации на территории Московской области».
- 2024 — награждён знаком «За заслуги перед Московской областью» II степени.
- 2025 — награждён Орденом МГИМО «За заслуги».
- 2025 — награждён Орденом Преподобного Сергия Радонежского I степени.
- 2025 — присвоено почётное звание «Заслуженный работник местного самоуправления Московской области».